# Shinhwa
Shinhwa (en hangul, 신화; en hanja, 神话; romanización revisada, Sinhwa) es un grupo masculino surcoreano que debutó el 24 de marzo de 1998. El grupo está conformado por seis miembros: Eric Mun, Lee Min-woo, Kim Dong-wan, Shin Hye-sung, Jun Jin y Andy Lee. Shinhwa significa mito o leyenda.
Shinhwa se formó bajo la agencia de SM Entertainment, sin embargo, se trasladó a Good Entertainment en julio de 2003 tras la expiración de su contrato con SM. El grupo quedó bajo asesoría de Good Entertainment, para entonces, cada uno de los miembros desarrolló su carrera en solitario bajo ambas empresas. En 2011, los miembros del grupo crearon su propia compañía, Shinhwa Company para continuar trabajando juntos. Ellos hicieron su regreso a la industria musical en marzo de 2012, después de un paréntesis de cuatro años, durante el cual los miembros del grupo se dedicaron a sus servicios militares obligatorios. Su décimo álbum titulado The Return (El retorno) fue publicado en el 2012, con el cual también realizaron una gira de conciertos por Asia.

## Historia

### 1998-1999: Formación y debut
Con el fin de capitalizar el éxito de la venta de H.O.T. y el grupo femenino S.E.S., creado por Lee Soo Man, productor y cofundador de SM Entertainment. Lee exploró posibles candidatos para crear otra banda a la altura de sus estándares.
El primer miembro fue Shin Hye Sun, quien asistió a Granada Hills High School, después de una audición en Los Ángeles, California. Andy Lee fue elegido para formar parte del grupo, anteriormente audicionó para estar en H.O.T. En ese momento sus padres le prohibió unirse a H.O.T. porque era demasiado joven. Eric Mun se unió poco después de Andy. Eric asistió a la Escuela secundaria John Burroughs en Los Ángeles, y a Sunny Hills High School ubicado en Fullerton, California. Posteriormente se confirmó como miembro a Lee Min Woo, quien fue descubierto por un cazatalentos de SM Entertainment cuando ganó el primer lugar en un concurso de baile estudiantil. Kim Dong-wan de igual manera, fue descubierto por un cazatalentos en la calle y se introdujo inicialmente en la actuación, pero se unió después de ver una vista previa del vídeo de los miembros existentes. Por último, Jun Jin fue el miembro final a través de una audición, apoyado por su amigo de la escuela secundaria, Kangta. Entre los seis, sólo dos habían tenido una exposición previa a los medios de comunicación, Eric y Andy se introdujeron en 1997 como raperos en el sencillo de S.E.S., "I'm Your Girl".
Con la formación completa, el grupo de seis miembros, nombrado Shinhwa, debutó bajo SM Entertainment el 24 de marzo de 1998 con el lanzamiento de su primer sencillo, "해결사" (The Solver) en el Music Tank KM. Su segundo sencillo, "으쌰 으쌰" (Eusha Eusha), es una pista alegre donde adoptaron una imagen agradable para que coincida con el concepto de la canción, con trajes en colores blanco y azul. Su tercer sencillo, "천일 유혼" (Sharing Forever) también logró popularidad, pero no fue tan exitoso como los dos anteriores. Sin embargo, fueron acusados de ser otra copia de H.O.T. y estuvieron envueltos en polémica cuando un accidente trágico les ocurrió. [cita requerida] Por lo tanto, su álbum de debut "해결사" (El Solver) no funcionó tan bien como se esperaba y se presumía que el grupo se iba a disolver.
El segundo álbum de Shinhwa, TOP, fue lanzado el 19 de abril de 1999. Obtuvo un considerable éxito con su canción del título. El álbum debutó en el #4 y alcanzó el puesto #3, vendiendo 377 500 copias y estando en el Gaon Chart durante 24 semanas. Con el lanzamiento de TOP, Shinhwa comenzó a alejarse de su imagen agradable, para una imagen más vanguardista. Cabalgando sobre el éxito de su segundo álbum, el grupo recibió el 1998's Best Music Video from a new male pop group, otorgado por M.Net, su primer premio musical importante.

### 2000-2001:Only OneyHey, Come On
El tercer álbum de Shinhwa, Only One, fue lanzado el 27 de mayo de 2000. El álbum fue tan exitoso como los dos anteriores, vendiendo aproximadamente 423 873 copias. Contenía tres sencillos de gran éxito: Only One, All Your Dreams y First Love. El álbum pasó aproximadamente 24 semanas en las listas de éxitos.
Con el éxito de Only One, Shinhwa ganó tres premios de ese año: el SBS Gayo "Popularity Award", el "Premio Bonsang", y el "Premio Singers Popular". Su estilo de baile revisado también les generó mucha popularidad. El grupo, una vez más produjo un cambio drástico en su apariencia, asumiendo un marcado carácter gótico, con la mayoría de los miembros de su cabello blanco. El 13 y 14 de enero de ese año, Shinhwa también celebró sus primeros conciertos, titulado First Mythology.
El cuarto álbum de Shinhwa, Hey, Come On!, fue lanzado el 8 de junio de 2001, debutando en el lugar #3 con el primer sencillo Hey, Come On! escalando rápidamente en las listas de éxitos musicales. El lanzamiento del álbum coincidió con el auge de la Ola Coreana, extendiendo la popularidad del grupo en el extranjero. El álbum fue un fuerte vendedor y logró vender 430 706 copias. A pesar de un éxito, Shinhwa promovió el álbum con sólo un sencillo. En otro cambio en la apariencia, los miembros adquirieron un aspecto más limpio, alejándose completamente de la imagen gótica que tuvieron en el álbum anterior. Hey, Come On! estuvo durante 28 semanas en la lista mensual de Corea del Sur y ocupó el puesto número 11 del Gaon Chart en el año 2001.
Shinhwa estuvo en controversias, lo que le dio al grupo una fuerte publicidad con la ausencia del miembro del grupo Andy y la copia de su álbum, Hey, Come On! por el grupo masculino taiwanés, Energy
El 31 de enero de 2002, Shinhwa lanzó un álbum recopilatorio titulado My Choice. El álbum contó con algunas de las canciones favoritas de los miembros y algunos de sus temas más populares también. En contraste con las ventas de Hey, Come On!, My Choice fue recibida con moderado éxito, vendiendo más de 171 368 copias, y alcanzó el puesto #4 antes de que se saliera de la tabla mensual de Corea del Sur.

### 2002-2003:Perfect Man,Weddingy abandono deSM Entertainment
Pocos meses después del lanzamiento de My Choice, Shinhwa lanzó su quinto álbum de estudio, Perfect Man, el 29 de marzo de 2002. El álbum también marcó el regreso de miembro Andy Lee. El álbum fue acompañado con otro cambio en la apariencia del grupo, ya que se alejó de su limpio aspecto, en un estilo más divertido, luciendo ropa de moda. Perfect Man debutó en el #1 en la lista mensual de Corea del Sur. La canción se hizo popular entre sus seguidores, con lo cual Shinhwa promovió su álbum con un segundo sencillo, I Pray 4 U. El álbum fue una vez más un fuerte vendedor, con 355 333 copias vendidas y fue la número 14 en el Gaon Chart.
El 25 de agosto de 2003, Shinhwa experimentó uno de sus primeros avances internacionales en Asia cuando Perfect Man ocupó el puesto número 10 en las listas de Singapur. Con este reconocimiento, fueron elegidos para ser representantes de Corea del Sur en el POP Asia 2002 ceremony en Japón, y más después fueron invitados a ser representantes de Corea del Sur en Japón en el Asia Dream concert.
Hacia finales de 2002, Shinhwa hizo historia en la industria de la música coreana al convertirse en la banda masculina de más larga duración en la industria, con el lanzamiento de su sexto álbum, Wedding, el 6 de diciembre de 2002. También se convirtió en el segundo artista de Corea del Sur en lanzar dos álbumes en un solo año. Wedding debutó y alcanzó el puesto #3, vendiendo 273 714 copias.
Con el vencimiento del contrato del grupo, SM Entertainment les ofreció un segundo contrato, pero el grupo lo rechazó y firmó con una nueva compañía, Good Entertainment. Sin embargo, tuvieron que ir a tribunales para conservar el uso de su nombre.
Shinhwa publicó un álbum recopilatorio titulado Winter History 2003-2004, el 30 de diciembre de 2003; vendió más de 100 000 copias. El primer sencillo Young Gunz fue solicitado con frecuencia en las estaciones de radio. Debido a que fue un éxito, dado esto, Shinhwa comenzó a lanzar Winter Story cada invierno de cada año.
Los miembros de Shinhwa llevaron a cabo actividades en solitario en 2003. Min Woo se lanzó como solista bajo el nombre de "M", después de lanzar su primer álbum titulado Un-touch-able, mientras Hye Sung colaboró con Kangta y Lee Ji Hoon para un proyecto del grupo S. Jun Jin se ramificó en la actuación con el drama Forbidden Love junto a la actriz Kim Tae Hee. Andy y Jun Jin también participaron en una comedia coreana. Eric también comenzó a actuar en obras de teatro.

### 2004-2005:Brand Newy continuación de su éxito
En 2004, el primer álbum de Shinhwa conGood Entertainment se tituló Brand New. Debutó en el puesto #3 y alcanzó el puesto #1 en noviembre de ese año, vendiendo 320 337 copias. A diferencia de sus anteriores discos, tenía un ritmo diferente. El grupo de intensa promoción se estrenó con cuatro sencillos: "Angel", "¡Oh!", "Crazy", y la pista del título. El álbum ocupó el puesto número 4 en el cierre de año.
El 10 de diciembre de 2004, Shinhwa fue galardonado con el Daesang por Mejor Artista del Año por primera vez en los Seoul Gayo Daesang Awards. Varias semanas más después, el 29 de diciembre, Shinhwa fue galardonado con su segundo Daesang en el 2004 SBS Gayo Daejun Awards, ganando dos de los 4 posibles Daesang en ese año. En 2004, de todos los artistas y grupos musicales, Shinhwa recibido más premios por un total de trece o más, de varios lugares.
Tras el éxito de su álbum, en agosto de ese mismo año, se celebró un campamento de verano entre Corea del Sur, China y Japón, llamado Story Shinhwa Summer 2004. El campo estaba dedicado por completo a sus seguidores no coreanos. Cientos de aficionados extranjeros, asistieron a Corea del Sur para tener la oportunidad de pasar unos días con el grupo. También recorrieron Japón y dieron un concierto, la venta de 13 000 entradas en una semana.
En otro cambio en la apariencia, la imagen de Shinhwa cambió para un look más sofisticado. Ellos comenzaron a usar trajes negros, lo cual era extraño entre bandas masculinas en ese momento. A pesar de que anteriormente se teñían el cabello de varios colores, en el nuevo cambio se detuvieron por completo, dejando su cabello en marrón o negro. También recortaron el cabello para un estilo puro.
A pesar de que ha escrito la letra de su música antes, Shinhwa se hizo con el control más creativo sobre su música y comenzó a escribir la mayoría de sus letras. Eric escribió algunas letras de rap para algunas de las canciones mientras Minwoo Lee se hizo cargo y comenzó a escribir letras llenas. Algunas canciones que él había escrito son: "All of Me", "Oh", y "U". Más tarde se dedicó a escribir la canción "Superstar" para el grupo Jewwlry, que se convirtió en un éxito. Los otros miembros también coescribieron varias canciones.
Aunque, Shinhwa estuvo en pausa durante el año 2005, lanzaron dos sencillos, "How Do I Say" y "Hey Dude". También celebraron un concierto llamado Tropical Summer Story Festival. Para la mayoría del año 2005, Shinhwa organizó un reality show llamado Let's Coke Play Battle Shinhwa!. El espectáculo era casi idéntico a la demostración de American Idol, donde la gente podía escuchar y cantar, con la esperanza de convertirse en cantantes. Para finalizar el año, lanzaron su segundo álbum de invierno, Winter Story 2004-2005, vendiendo más de 102 345 copias.

### 2006:State of the Arty primer tour por Asia
El 14 de enero de 2006, Shinhwa renovó su contrato con Good Entertainment por otros 3 años, y el 24 de marzo celebraron su octavo aniversario. El 11 de mayo lanzaron su octavo álbum de estudio, llamado State of the Art. El álbum debutó en el puesto #1 y vendió aproximadamente 215 614 copias. Este también fue el tercer álbum más vendido en el 2006, antecedido por The 3rd Masterpiece de SG Wannabe y "O"-Jung.Ban.Hap de TVXQ.
El 15 de abril, Shinhwa actuó en el M-Countdown de Japón con un concierto en el Budokan, celebrando así la fundación de Mnet Japan. Esto fue seguido por el lanzamiento de su primer álbum en japonés el 14 de junio, el cual fue llamado Inspiration #1. El álbum salió a la venta en Japón el 16 de junio y debutó en el puesto #4 del Oricon Chart, las ventas excedieron las 100 000 copias.
Luego el grupo comenzó su primer tour por Asia con conciertos en Japón, China, Singapur, Hong Kong, Tailandia y otros países. El Shinhwa 2006: Tour: State of the Art inició con dos conciertos en el Olympic Gymnastics Arena de Seúl el 13 y 14 de mayo. También hubo presentaciones en el Budokan de Tokio y el Osaka-jo Hall de Osaka el 24 y 26 de septiembre, las cuales fueron parte del 2006 Japan Tour Inspiration #1.

### 2007: actividades en solitario,Volume 9y 10.° aniversario
En 2007, Shinhwa celebró su 9.° aniversario el 24 de marzo. Sin embargo el grupo decidió tomar un receso, los integrantes continuaron sus carreras como solistas, e incluso formaron sus propios sellos discográficos: M Rising (Min Woo), New Dream Entertainment (Andy), JF Story Entertainment (Jun Jin), H2 Entertainment (Dong Wan), and Top Class Entertainment (Eric). Dong Wan también lanzó su primer álbum llamado Kim Dongwan is el 5 de julio de 2007, Min Woo lanzó su tercer álbum el 10 de julio de 2007 y se centró en el lanzamiento de su tercer álbum en EE. UU. Jye Sung lanzó su segundo álbum el 8 de agosto de 2007.
Los demás miembros manejaron de forma diferente sus carreras en solitario. Eric terminó su drama Que Sera, Sera e inmediatamente se convirtió en el único miembro de Shinhwa que no solo se centró en una carrera de solista, sin embargo mencionó que existía la posibilidad en un futuro próximo. Jun Jin, quien había lanzado su primer sencillo el año anterior, terminó la promoción de éste y supuestamente estaba preparándose para su primer álbum, con la ayuda de Min Woo, el cual saldría a la venta en el mes de septiembre. Sin embargo, esto no sucedió. Andy participó en un musical llamado Music In My Heart (temporada 3).
En mitad de sus actividades en solitario, Shinhwa mencionó que estaban trabajando en su noveno álbum, el cual saldría a la venta en octubre de 2007, y contaría con un tour que se realizaría entre octubre y diciembre; pero debido a algunos inconvenientes dentro del grupo, el álbum salió al mercado en marzo de 2008. Como Shinhwa no pudo lanzar un álbum durante el 2007, el 6 de diciembre, sacaron a la venta un álbum recopilatorio llamado Winter Story 2007.
Casi inmediatamente después del lanzamiento de Winter Story 2007, Shinhwa inició sus conciertos en Asia, con dos presentaciones, el 8 y 9 de diciembre en Saitama, Japón seguido por un concierto en Shanghái. Los conciertos recibieron el nombre de Forever Shinhwa, con el fin de conmemorar los 9 años de actividad del grupo y anunciar que comenzarían su décimo año juntos.
Para celebrar su décimo aniversario, Shinhwa tuvo un concierto y lanzó su noveno álbum llamado Volume 9. Debido a que este concierto fue el último que se realizó antes de que los miembros tuvieran que cumplir con el servicio militar obligatorio de su país, los 22 mil boletos que estaban a la venta se agotaron.
Después de su 10 º aniversario y el lanzamiento de su noveno álbum, los miembros continuaron trabajando en su carrera como solistas. Dong Wan lanzó su 2.º álbum de estudio en solitario y JunJin también lanzó su primer álbum de estudio en solitario y se unió a Infinite Challenge como el séptimo miembro. Min Woo lanzó su 3.er álbum de estudio como solista junto con Hye Sung quien también lanzó su propio álbum de estudio en solitario. Hyesung entonces también la publicó la segunda parte de su 3.er álbum en enero de 2009. Eric iba a protagonizar un drama llamado Strongest Chil Woo. Dong Wan luego lanzó un álbum de sencillos y Jun Jin también lanzó un miniálbum. Min Woo lanzó otro miniálbum en el verano de 2009 y Andy continuó con su carrera como actor de musical y lanzó su segundo álbum de estudio.

### 2008-2011: servicio militar obligatorio
En octubre de 2008 Eric se enlistó para cumplir el servicio militar obligatorio, en noviembre lo hizo Dong Wan en un campo de entrenamiento militar en Gongju Ambos sirvieron no activamente, por ejemplo, eran trabajadores del servicio público, después de someterse a cuatro semanas de entrenamiento básico. Jun Jin se enlistó el 22 de octubre de 2009 en el campamento militar Nonsan en Chungcheongnam-do donde tuvo cuatro semanas de entrenamiento básico y continuó como un trabajador de servicio público. El 11 de enero de 2010, Andy también se enlistó para cumplir con el servicio y fue el único miembro que estuvo 21 meses en servicio activo. Chosun Ilbo. 5 de enero de 2010. Consultado el 05/11/2011 </ ref> Min Woo fue el último de los miembros en alistarse, en febrero de 2010, luego de cuatro semanas de entrenamiengto básico tampoco partició activamente. Hye Sung está exento del servicio militar debido a las lesiones graves y recurrentes en la rodilla ocurridas durante un concierto en 2001.
El 30 de octubre de 2010, Eric finalizó su servicio militar. Dong Wan finalizó el 17 de diciembre después de cumplir 24 meses, como un trabajador administrativo de la Oficina del Distrito Seodaemun-gu. Andy finalizó el servicio activo el 31 de octubre de 2011 del Ministerio de la Defensa Nacional (República de Corea) en Yongsan-gu, Seúl. Jun Jin finalizó el 14 de noviembre de 2011, después de trabajar en la Corporación de Gangnam Management, gestión de clubes del centro de la cultura de fitness y aparcamiento. Este fue seguido por Min Woo el 2 de marzo de 2012, después de trabajar como oficial de servicio público en la Estación de Seúl.

### 2011-presente: Shinhwa Company yThe Return
El 1 de julio de 2011, Shinhwa se convirtió en el primer grupo K-pop que poseía su propia empresa de entretenimiento, cuando establecieron la "compañía Shinhwa, fue un riesgo compartido para los miembros del grupo. Está dirigida por Eric y Min-woo como co-directores generales, con los restantes miembros como accionistas. La compañía administra el grupo en las actividades de los miembros, mientras las actividades individuales son administradas por sus respectivas agencias.
Seok-Woo Jang, titular de los derechos sobre el nombre de Shinhwa, concedió el permiso para utilizar el nombre, siempre y cuando actúasen juntos como un grupo. Open World tiene los derechos de los conciertos que se realizan en el extranjero con la empresa Shinhwa, y concesión de licencias en el extranjero de los álbumes del grupo. Además, los jefes de Top Class Entertainment Company y Liveworks, son los directores de la compañía Shinhwa, con el ex encargado de la promoción y la gestión en general, y el segundo ofrece apoyo con respecto a los álbumes, conciertos y promociones.
En una conferencia de prensa realizada para lanzar regreso de Shinhwa se llevó a cabo el 5 de marzo de 2012 en el cine CGV de Cheongdam-dong, que también fue transmitida en vivo de por Mnet Media El grupo lanzó su décimo álbum de estudio  The Return el 23 de marzo de 2012, con la canción principal de pop-electro "Venus", compuesta por Andrew Nelson y letra de Min-woo El video musical está dirigido por Kim Kwang-suk con un tema del vampiro moderno y coreografía de alta intensidad Esto fue seguido por conciertos que se realizaron luego de su regreso los cuales pertenecían al 2012 Shinhwa Grand Tour in Seoul: The Return en el Olympic Gymnastics Arena, el 24 y 25 de marzo de 2012 y también marcaron su 14 º aniversario. La gira asiática continuó en Japón, China, Taiwán y Singapur a partir de finales de abril y concluyó en Beijing en julio, con 10 shows en ocho ciudades y cinco países
Como parte de su regreso al grupo es anfitrión de su primer programa de variedades llamado: Shinhwa Broadcast, y es transmitido por el canal de cable JTBC. Los productores celebraron una sesión pública y conferencia de prensa el 15 de marzo para presentar el programa, el cual se estrenó el sábado 17 de marzo de 2012. Ellos también fueron presentados en una entrevista en la edición de mayo de la revista Cosmopolitan Korea, con fotos tomadas en la tienda Gucci de Seúl.

## Entre los logros importantes
A lo largo de su existencia, Shinhwa ha logrado muchos éxitos y ha sido galardonado con numerosas distinciones. Uno de sus logros notables fue cuando se hizo historia en la industria de la música coreana, cuando lanzaron su sexto álbum, boda el 6 de diciembre de 2002, convirtiéndose en la banda de muchachos coreanos de más larga duración que existe. Shinhwa todavía mantiene el récord, ya que aún no se han disuelto. Además de convertirse en la banda de chicos de más larga duración en Corea del Sur, Shinhwa también tiene el récord de la banda de chicos que ha permanecido juntos por una década y no ha perdido miembros a lo largo del camino ni tampoco ha añadido otros (la partida de Andy no tiene por qué contar, ya que volvió a entrar en el grupo). Shinhwa es también el único grupo que ha logrado que todos sus miembros hayan realizado actividades en solitario, pero con el grupo siguen unidos. Shinhwa ha vendido un exceso de 5 millones de discos en todo el mundo, una hazaña increíble para un grupo asiático y una de las mayores ventas de álbumes en Asia.
En julio de 2004, fueron seleccionados para representar a Corea en los Premios MTV de Buzz Asia junto con Namie Amuro para Japón y F4 para Taiwán. Ellos también fueron seleccionados para cantar en la final. Shinhwa también fue el artista más buscado en el motor de búsqueda de Yahoo! México durante una semana entera en el año 2004, en su primera visita a México en octubre de 2004.
El grupo fue también el rostro para una campaña publicitaria del reloj suizo Rado en Asia, en enero de 2005.
En marzo de 2005, junto con su equipo de gestión, MNET y Coca-Cola, el grupo organizó un programa de televisión, llamado "Vamos a Battle Shinhwa Cokeplay". El espectáculo, que se dispuso a buscar un nuevo Shinhwa (nueva leyenda de grupo), tuvo 8 meses de duración y atrajo a más de 1.800 candidatos de toda Corea a la audición. El último concierto tuvo lugar el 4 de noviembre de 2005 en el Parque Olímpico de Seúl, donde los miembros de Shinhwa escogieron a los seis miembros definitivos del nuevo Shinhwa dentro de 12 finalistas. Los 6 ganadores masculinos son ahora miembros del grupo Battle, y junto con otras dos finalistas femeninas inmediatamente recibieron capacitación y debutaron en 2006.
Una estrella lleva el nombre de Shinhwa desde el 2005. Con el fin de conmemorar su lanzamiento, el Universal Star Council un sitio web estadounidense que ofrece servicios de registro de nombres de estrellas en el cielo, ofreció una estrella que lleva su nombre. La estrella es parte de la constelación de Aries. Curiosamente, coincidía con la fecha de debut de Shinhwa, que es el 24 de marzo de 1998. La estrella de Shinhwa es la más brillante entre las más de 2 mil estrellas con nombres coreanos que se pueden ver a simple vista.
En 2006, Shinhwa fue elegido en el extranjero como el mejor grupo de música coreana, según una encuesta celebrada por Arirang Internacional de Radiodifusión. Una votación fue emitida en Internet, permitiendo votar solo a los extranjeros. La canción de Shinhwa "Once In A Lifetime" ganó el 60% de los votos, superando a Kang Ta, quien quedó en segundo lugar con un 20,3 por ciento, seguido por TVXQ con el 17,3 por ciento. Super Junior tomó el cuarto lugar seguido de Bada, Se7en, BoA, SG Wannabe, Buzz y Baek Ji-young, con todos ellos ganando menos del 1 por ciento de los votos. Shinhwa ganó el premio nuevamente en 2007 por su canción Pretty, superando a TVXQ por un porcentaje de 50,76% a 48,55%. Los otros candidatos, Super Junior, Se7en, [Rain [(animadora) | Rain]], Big Bang, BoA, SS501, Paran y Jang Nara, recibieron una vez más, menos del uno por ciento de los votos.

## Estilos

### Estilo musical
Shinhwa ha cambiado sus estilos musicales muchas veces a lo largo de su existencia, comenzando con las típicas canciones bubblegum pop (como se ha visto con su canción Eusha Eusha), al igual que otros cantantes de pop del momento. También sus canciones son regularmente de pop, como se demuestra en el lanzamiento de su 4.º álbum Hey, Come On!. Shinhwa continúa en el ámbito de la música pop (aunque también han probado con rock alternativo) hasta que su contrato con SM Entertainment finalice. En el lanzamiento de su 7° álbum Brand New Shinhwa hizo la transición a la música más bailable. Con el lanzamiento de su 8° álbum State Of The Art, todavía se puede ver que tiene canciones de baile, así como, a pesar de su exitosa canción, Once In A Lifetime' muestra un estilo pop más lento. Debido a que hayan cambiado muchos estilos musicales con los años, Shinhwa ha creado una variante de la música popular para sus fans y los oyentes generales de K-Pop, aunque a lo largo de los años también crearon su propio estilo de música.
Mientras Shinhwa se reconoce mejor como artistas que hacen canciones bailables, los miembros tienen tendencia a distintos estilos. El primer álbum de Min Woo lo muestran como un cantante de R & B, aunque su hit #1 Just One Night se acerca más al género jazz. Hye Sung se enfoca más en las baladas. Dong Wan, Jin Jun y Andy también han seguido sus pasos, haciendo canciones de balada.

### Estilo de danza
Shinhwa es a menudo considerado como uno de los mejores grupos de baile en Corea del Sur, ganando numerosos premios de danza, tales como
M.net/KM music video festival "Best Dance Music Video" y Best Music Video For The Dance Section Awards. Sus danzas suelen estar llenas de pesadas coreografías, con algunos pasos de estilo libre. También cuentan con bailarines de Breakdance en el fondo de muchas de sus actuaciones, así como bailarinas que bailan con ellos y a su alrededor. Min Woo y Jun Jin también realizan Breakdance y, a menudo enseñan a sus fanes. El estilo único de baile que posee Shinhwa se le atribuye a Min Woo, quien es su principal coreógrafo (a pesar de que también existe otro coreógrafo). Min Woo fue descubierto por un cazatalentos de SM Entertainment, mientras formaba parte de un grupo de danza, lo que puede explicar por qué ha coreografiado algunos de los bailes más desafiantes técnicamente de Shinhwa. Jun Jin, otro miembro que es experto en baile, asiste a Min Woo. Sus movimientos de baile ha sido calificar de "malvados", "complicados" y "difíciles de seguir", poca gente es capaz de copiar sus movimientos de baile.

### Imagen
Al igual que las bandas más populares, Shinhwa ha cambiado sus apariencia en diversas ocasiones. En sus primeros días se comercializaron en general, como una banda de chicos lindos con un aspecto típico y trajes a juego (como se ha visto con sus actuaciones y videos musicales). Más tarde esta transición "linda" cambió a una imagen en un tono más oscuro con el lanzamiento de su álbum T.O.P y Only One aclararon su pelo y lucieron oscuros maquillajes. Sus trajes también igualaron sus apariencias. Con el lanzamiento de su cuarto álbumHey, Come On, Shinhwa cambiaría de un estilo más bien gótico a un aspecto mucho más simple y limpio. Su quinto álbum Perfect Man les llevará a un estilo más diferente. Con este estilo comenzaron a usar ropa más del tipo deportiva. Shinhwa continuará este estilo preppy en su sexto álbum Wedding, aunque era notorio que ecomenzaban a madurar su apariencia. Cuando lanzaron su séptimo álbum Brand New, Shinhwa comenzó a cambiar su aspecto una vez más, con trajes negros y un estilo más sofisticado que la mayoría de las bandas de chicos de la época. Con su octavo álbum State Of Artcontinuaron con el aspecto sofisticado, utilizando trajes negros para la mayoría de sus actuaciones. Para su noveno álbum, y en su MV Run, exhibieron nuevos looks en el que se describen como "Mafia Mexicana".

### Dejando SM Entertainment
En 2003 el contrato que tuvieron por 5 años con SM Entertainment finalizó, lo que permitió a la banda firmar contrato con cualquier otra productora. Lee Soo Man, el jefe de SM Entertainment, sólo quería reclutar a Eric, pero debido a su oferta, él rechazó. Quería seguir con el grupo y no continuar su carrera en solitario. La banda rechazó la oferta y cambió a la compañía  Good Entertainment. El cambio provocó controversia y Lee negó su autorización para utilizar el nombre de Shinhwa en la otra empresa. Sin embargo, luego de la discusión el caso fue llevado a los tribunales, Shinhwa ganó el juicio, lo que les permitió mantener los derechos para usar el nombre.

## Miembros
| Miembros         | Miembros         | Miembros             | Miembros             | Miembros                          | Miembros                                |
| Nombre artístico | Nombre artístico | Nombre de nacimiento | Nombre de nacimiento | Fecha de nacimiento               | Lugar de nacimiento                     |
| Romanización     | Hangul           | Romanización         | Hangul               | Fecha de nacimiento               | Lugar de nacimiento                     |
| ---------------- | ---------------- | -------------------- | -------------------- | --------------------------------- | --------------------------------------- |
| Eric Mun         | 에릭             | Mun Jung-Hyuk        | 문정혁               | 16 de febrero de 1979 (46 años)   | Seúl, Corea del Sur                     |
| Lee Min-woo      | 이민우           | Lee Min Woo          | 이민우               | 28 de julio de 1979 (45 años)     | Namwon, Jeolla del Norte, Corea del Sur |
| Kim Dong-wan     | 김동완           | Kim Dong Wan         | 김동완               | 21 de noviembre de 1979 (45 años) | Seúl, Corea del Sur                     |
| Shin Hye-sung    | 신혜성           | Jung Pil Gyo         | 정필교               | 27 de noviembre de 1979 (45 años) | Seúl, Corea del Sur                     |
| Jun Jin          | 전진             | Park Choong Jae      | 박중채               | 19 de agosto de 1980 (44 años)    | Seúl, Corea del Sur                     |
| Andy Lee         | 앤디             | Lee Sun Ho           | 이선호               | 21 de enero de 1981 (44 años)     | Seúl, Corea del Sur                     |

## Discografía

### Álbumes en coreano
Álbumes de estudio
- 1998: Resolver
- 1999: T.O.P
- 2000: Only One
- 2001: Hey, Come On!
- 2002: Perfect Man
- 2002: Wedding
- 2004: Brand New
- 2006: State of the Art
- 2008: Volume 9
- 2012: The Return
- 2013: The Classic
- 2015: We
- 2016:Unchanging Part 1: Orange
- 2017:Unchanging Part 2: Touch

Álbumes recopilatorios
- 2002: My Choice
- 2003: Winter Story
- 2004: Winter Story 2004-2005
- 2007: Winter Story 2006-2007
- 2007: Winter Story 2007

### Álbumes en japonés
- 2006: Inspiration #1

## Filmografía

### Películas
| Fecha              | Título                          | Miembros  | Miembros    | Miembros     | Miembros      | Miembros  | Miembros  | Referencia           |
| Fecha              | Título                          | Eric Mun  | Lee Min-woo | Kim Dong-wan | Shin Hye-sung | Jun Jin   | Andy Lee  | Referencia           |
| ------------------ | ------------------------------- | --------- | ----------- | ------------ | ------------- | --------- | --------- | -------------------- |
| 2002               | Emergency Act 19                | x (cameo) | x (cameo)   | x (cameo)    | x (cameo)     | x (cameo) | x (cameo) | [ 41 ]               |
| 2004               | Spin Kick (aka Taekwon Boys)    |           |             | x            |               |           |           |                      |
| 2005               | A Bittersweet Life              | x         |             |              |               |           |           |                      |
| 2005               | Diary of June                   | x         |             |              |               |           |           |                      |
| 2006               | WonTak's Angel (aka Holy Daddy) |           | x           |              |               |           |           |                      |
| 5 de julio de 2012 | Deranged                        |           |             | x            |               |           |           | [ 42 ] [ 43 ] [ 44 ] |

### Series de televisión
| Año       | Título                     | Canal | Miembros | Miembros    | Miembros     | Miembros      | Miembros | Miembros | Referencias   |
| Año       | Título                     | Canal | Eric Mun | Lee Min-woo | Kim Dong-wan | Shin Hye-sung | Jun Jin  | Andy Lee | Referencias   |
| --------- | -------------------------- | ----- | -------- | ----------- | ------------ | ------------- | -------- | -------- | ------------- |
| 2000-2006 | Nonstop                    | MBC   |          | x           | x            |               | x        | x        | [ 45 ]        |
| 2003      | Breathless                 | MBC   | x        |             |              |               |          |          |               |
| 2004      | Phoenix                    | MBC   | x        |             |              |               |          |          |               |
| 2004      | Forbidden Love             | KBS   |          |             |              |               | x        |          | [ 45 ]        |
| 2004-2006 | Banjun Drama               | SBS   | x        |             |              |               | x        | x        |               |
| 2005      | Super Rookie               | MBC   | x        |             |              |               |          |          | [ 46 ] [ 47 ] |
| 2005      | Lovers in Prague           | SBS   |          |             |              |               |          | x        |               |
| 2005      | Let's Go To The Beach      | SBS   |          |             |              |               | x        |          |               |
| 2006      | Wolf                       | MBC   | x        |             |              |               |          |          | [ 48 ]        |
| 2006      | Invincible Parachute Agent | SBS   | x        |             |              |               |          |          | [ 49 ]        |
| 2007      | Que Sera, Sera             | MBC   | x        |             |              |               |          |          |               |
| 2008      | Strongest Chil Woo         | KBS2  | x        |             |              |               |          |          |               |
| 2009      | Two Wives                  | SBS   |          |             |              |               |          | x        |               |
| 2011      | Spy Myung-wol              | KBS2  | x        |             |              |               |          |          | [ 50 ]        |
| 2011      | The Peak                   | MBC   |          |             | x            |               |          |          | [ 51 ]        |
| 2012      | Cheer Up, Mr Kim           | KBS   |          |             | x            |               |          |          | [ 52 ]        |

### Programas de variedades
| Fecha                      | Título            | Canal | Miembros | Miembros    | Miembros     | Miembros      | Miembros | Miembros | Referencia    |
| Fecha                      | Título            | Canal | Eric Mun | Lee Min-woo | Kim Dong-wan | Shin Hye-sung | Jun Jin  | Andy Lee | Referencia    |
| -------------------------- | ----------------- | ----- | -------- | ----------- | ------------ | ------------- | -------- | -------- | ------------- |
| 2003 – 2007                | Love Letter       | SBS   | x        | x           | x            | x             | x        | x        |               |
| 2003 – 2007                | X-Man             | SBS   | x        | x           | x            | x             | x        | x        |               |
| 2012                       | Win WIn           | KBS   | x        | x           | x            | x             | x        | x        | [ 53 ]        |
| 17 de marzo de 2012 – 2014 | Shinhwa Broadcast | JTBC  | x        | x           | x            | x             | x        | x        | [ 36 ] [ 37 ] |

## Tours y conciertos
- First Live Concert: The First Mythology (2001)
- Second Live Concert: The Everlasting Mythology (18–20 de abril de 2003)
- Winter Story Tour 2003-04 (31 de diciembre de 2003 to 14 de febrero de 2004)
- Winter Story Tour 2004-05: Shinhwa Live in Seoul (diciembre de 2004)
- Shinhwa - 2005 Japan Tour - Osaka (21 January) and Tokyo International Forum (23 de enero)
- Tropical Summer Story Festival (junio de 2005)
- Shinhwa 2006 Asia Tour: State of the Art - Olympic Gymnastics Arena, Seoul (13–14 de mayo), Shanghái (8 de julio), Busan (15 de julio), Bangkok (19 de agosto), Singapur (10 de septiembre), Tokio (24 de septiembre) y Osaka (26 de septiembre)
- 2006 Japan Tour Inspiration#1 in Tokyo - Nippon Budokan, Tokio (septiembre de 2006)
- Shinhwa Must Go On: 10th Anniversary Live in Seoul - Olympic Gymnastics Arena (29 y 30 de marzo de 2008)
- 2012 Shinhwa Grand Tour: The Return (2012)
- 2013 Shinhwa 15th Anniversary Concert (15 y 16 de marzo de 2013)

## Controversia

### "Hey, Come On!"
En julio de 2012, la banda Taiwanesa Energy realizó un cover de la canción de Shinhwa Hey, Come On! lo que provocó tensiones entre las fanes de ambas bandas. Luego los famosos Jeff Vincent y Peter Rafelson mencionaron Hey, Come On! fue vendida a Energy, por lo tanto esto es ilegal. Luego de este hecho las fanes de Shinhwa estaban muy enfadadas. Así también, el grupo Taiwanés 5566 realizó un cover de la canción Dark, la cual era parte del cuarto disco de Shinhwa.